# 观象山
36°04′11″N 120°19′17″E / 36.06972°N 120.32139°E

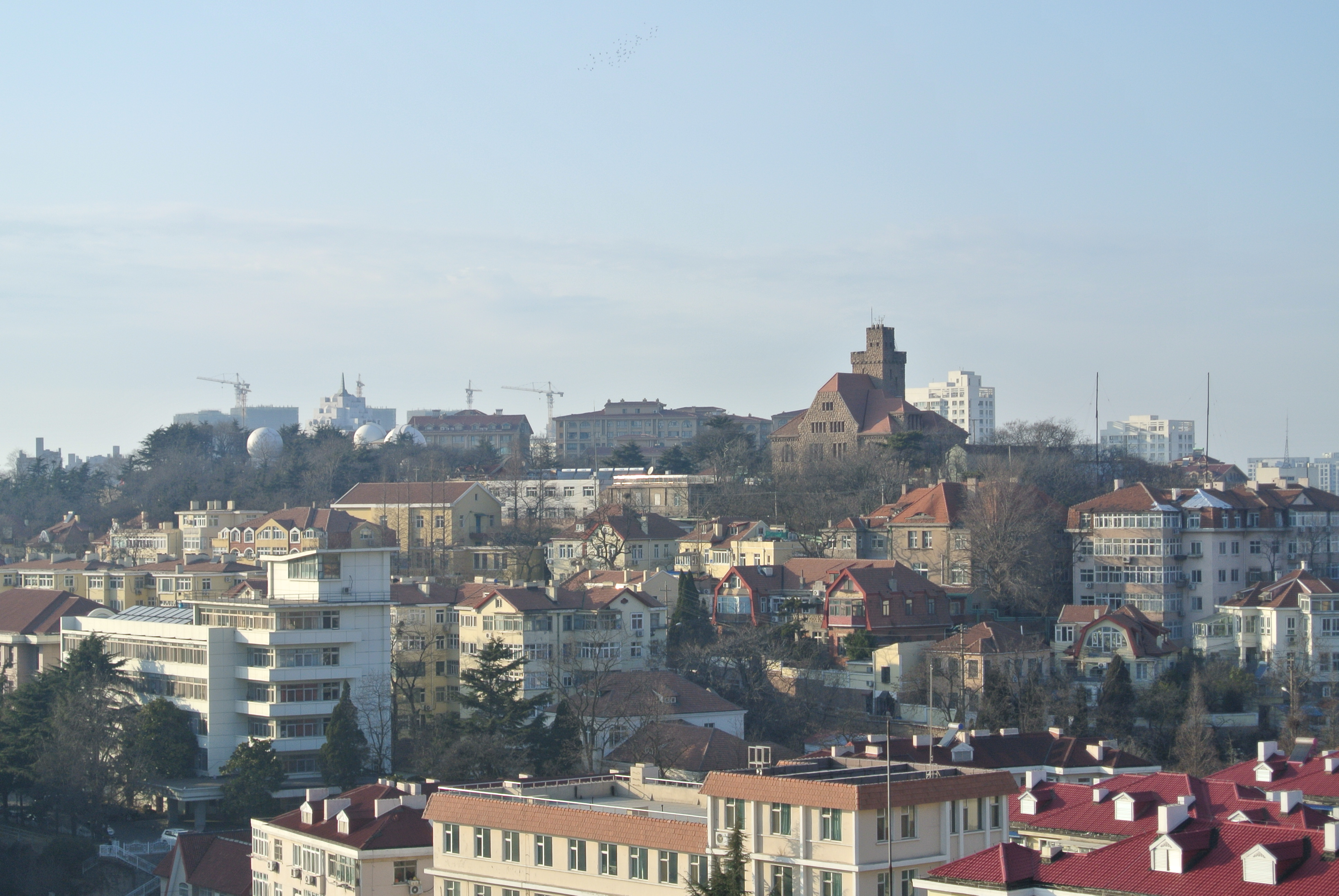
自信号山远眺观象山

观象山是位于中国山东省青岛市的一座山丘，位于市南区市北区交界处，因山上的青岛观象台而得名。其山顶建有观象山公园，为“十大山头公园”之一，是观赏青岛市容及海景的佳处。公园门牌号为观象二路15号。

## 概况

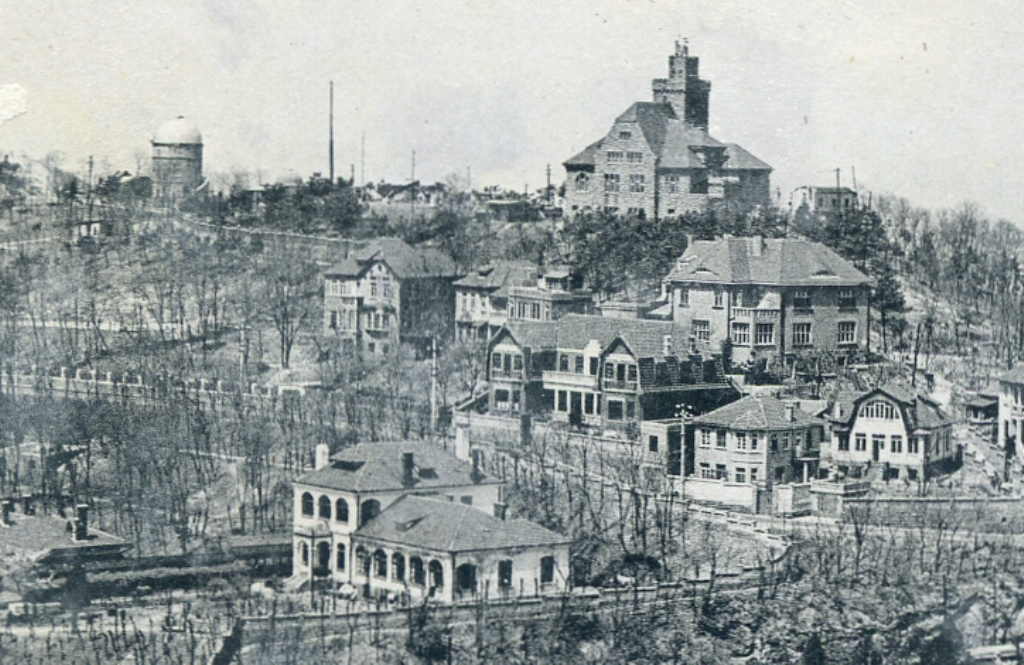
约1930年代的观象山一带

观象山海拔78.9米，位于信号山西北方、伏龙山西侧、观海山北侧。
观象山最初没有正式名称，有说法称观象山初名“大鲍岛东山”“小石头山”等，但均无从考证。1897年德国占领青岛后，该山丘也曾长期没有固定、统一的名称。1901年在此山兴建贮水池，将来自海泊河水源地的淡水泵入贮水池中，自贮水池向城区供应淡水。观象山因此被称为“水塔山”（Wasserturm-Berg，有时译为“水道山”）。因邻近督署医院，部分早期明信片称其为“医院山”（Lazarethberg）。《胶澳租借地发展备忘录》则直接称其为“水山”（Wasserberg）。1905年，青岛观象台迁至该山丘上。1912年，青岛观象台新办公楼建成，此山才有了“观象山”（Observatorium-Hügel）之称。1914年，日军占领青岛后，更名为“测候山”。1922年，青岛回归后，胶澳商埠督办公署于次年将此山定名为观象山，1931年在山顶建成穹顶天文观测室，1932年辟为公园。“穹台窥象”也被列为青岛十景之一。观象台于1950年代曾经历大规模组织调整。观象山公园于1966年后荒废。1984年开始封山育林、兴建公园，建园总投资87.15万元，公园占地面积6.25方平方米。1988年观象山公园重新开放。观象山及周边地区在《青岛市城市总体规划（2006-2020）》中被划为历史文化街区加以保护，但观象山北麓禹城路一带历史街区仍于2010年被拆除，并用以建造高层住宅。

## 园内及周边景点

### 青岛观象台办公楼旧址
位于观象山山顶东侧，门牌号为观象二路19号。建于1911至1912年，最初为皇家青岛观象台的主体建筑，1914年日军占领后改为青岛测候所。1924年由中央气象台接收，改为胶澳商埠观象台，后改名青岛观象台。1951年被海军接管，改为海军青岛基地观象台。1957年青岛观象台建制调整，该建筑划归海军使用至今。2006年列入全国重点文物保护单位青岛德国建筑群的保护范围内。

### 青岛观象台圆顶室
位于观象山山顶西侧，门牌号为观象二路21号。建于1931年，内置法国制大型赤道仪一台。1957年青岛观象台建制调整时划归中国科学院。1996年扩建。现为中国科学院紫金山天文台青岛观象台所管辖，扩建部分现为一家青年旅舍使用。

### 地磁房
位于观象山公园内，观象山北坡，最初为青岛观象台的地磁观测室。现为青岛市文物保护单位。

### 中华人民共和国水准原点
位于观象山山顶，青岛观象台办公楼旧址与观象台圆顶室之间，为总参测绘局于1954年10月所设，为国家高程基准的测量原点。

### 万国经度测量纪念碑
位于观象山北坡，圆顶室北侧，为中国天文学会与青岛市人民政府为纪念青岛观象台参加万国经度测量（国际经度联测）所设立。青岛观象台分别于1926年和1933年参加第一届、第二届万国经度测量，并获得国际赞誉。1984年，中国天文学会决定立碑纪念此事。1987年8月7日，纪念碑落成。纪念碑碑体位于观象台参与第二次万国经度测量时所用中星仪标杆的位置，碑体高6米，靠近顶部位置嵌有一铜制地球模型，模型地轴与地平线夹角为36°04'，代表纪念碑所在的纬度。纪念碑正面刻有“万国经度测量纪念碑”字样，为天文学家张钰哲所题。背面顶部刻有该碑所在经纬度“东经一百二十度十九分，北纬三十六度四分”，中部刻有“第一届万国经度测量，测量主任：高平子，测量员：宋国模，助测员：徐汇平”。碑座部分刻有碑记。
- 正面
- 背面
- 侧后方
- 碑记

### 观象台报时球
观象台报时球原址位于观象山山顶西南侧，为观象台1905年迁至山上后所建，为入港船只报时。1914年11月青岛战役末期被德军自行损毁，日军占领后未予修复。报时球原址一带现为一处观景台。观景台上不起眼处有一座半埋在水泥地中的石碑，上刻“雷达阵地□度七十六点□ 济南军区测绘□ 一九八四年十月□”。
- 报时球
- 自报时球远眺大鲍岛、小港一带
- 被毁后的报时球
- 观景台今貌
- 石碑

### 观象台台长官邸旧址
位于观象山南坡，观象二路10号，约建于1912年，2014年以“蒋丙然故居”之名列入青岛市名人故居名单。

### 望火楼
望火楼位于观象山西坡，观象一路45号，约建于1921年，曾为青岛老城区的地标建筑，2009年违规拆除后重建。同年列入市南区文物保护单位。

### 圣保罗教堂
圣保罗教堂位于观象山北坡，观象二路1号，建于1940-1941年，为青岛市区内第三大教堂。2005年列入青岛市文物保护单位。